# César Belli
César Belli, właśc. César Augusto Belli Michelon (ur. 16 listopada 1975 w Bebedouro) – brazylijski piłkarz występujący podczas kariery na pozycji środkowego obrońcy.

## Kariera klubowa
César Belli rozpoczął piłkarską karierę w Ponte Preta w 1992 roku i w którym grał do 1995 roku. Z Ponte Preta przeszedł do Portuguesy São Paulo. W klubie z São Paulo grał do 1999 roku. W tym okresie zdobył z niezaliczającym się do potęg brazylijskiego futbolu klubem wicemistrzostwo Brazylii 1996 przegrywając w finale z Grêmio Porto Alegre.
Dobra gra zaowocowała transferem do Europy. W sezonie 1999/2000 występował we francuskim Paris SG, z którym zdobył wicemistrzostwo Francji. Niemogąc wywalczyć miejsca w składzie przeszedł do innego francuskiego klubu Rennes. W Rennes César Belli grał przez dwa lata.
Po powrocie do Brazylii przez rok występował w SE Palmeiras. Rok 2003 spędził w lokalnym rywalu Palmeiras Corinthians Paulista z którym sięgnął po mistrzostwo stanu São Paulo – Campeonato Paulista 2003.
W 2004 zdecydował się na drugi wyjazd do Europy, tym razem do drugoligowego hiszpańskiego CD Tenerife. W klubie z Wysp Kanaryjskich występował dwa i pół roku.
Po powrocie kolejne lata César Belli spędził w Atletico Paranaense, Fortalezie i Ponte Preta.
Od 2009 César Belli występował w czwartoligowym Mirassol, w którym zakończył karierę.

## Kariera reprezentacyjna
César Belli zadebiutował w reprezentacji Brazylii 3 lutego 1998 w 83 min. meczu z reprezentacją Jamajki, wchodząc na boisko za Gonçalvesa. Mecz był rozgrywany w ramach Złotego Pucharu CONCACAF na którym Brazylia zajęła drugie miejsce. W 1999 roku César Belli wygrał z reprezentacją canarinhos Copa América 1999, jednakże nie wystąpił w żadnym meczu. Ostatni mecz w reprezentacji Cesar Belli rozegrał 30 lipca 1999 przeciwko reprezentacji Nowej Zelandii podczas Pucharu Konfederacji, na którym Brazylia zajęła drugie miejsce. 2 później został ponownie powołany do kadry Puchar Konfederacji, jednak nie wystąpił w żadnym meczu i jego licznik reprezentacyjnych występów zatrzymał się na 8 spotkaniach.